# Linköpings garnisons övnings- och skjutfält
Linköpings garnisons övnings- och skjutfält eller Tinnerö övnings- och skjutfält eller bara övningsfältet var ett militärt övnings- och skjutfält beläget söder om Linköping.

## Historik
Genom försvarsbeslutet 1901 så beslutades att arméns samtliga förband förläggas till nyuppförda kaserner. I Linköping så var Östgöta trängkår första militära förband som lokaliserades till staden. År 1902 anvisade riksdagen medel för trängens lokalisering till Linköping och ett kasernetablissement uppfördes och den 19 december 1911 flyttade trängkåren in. Från denna tid började delar av det som nu är reservat att användas som övningsområde, inledningsvis främst av trängen. Även om ett preliminära kontrakt redan hade skrivits 1907, så togs inte det slutliga beskedet förrän 1913 om att omlokalisera infanteriregementena Första livgrenadjärregementet och Andra livgrenadjärregementet från Malmen till ett nytt dubbelkasernetablissement i södra Linköping. Inflyttningar för de två regementena i det nya kasernetablissementet ägde rum åren 1922–1924. Detta medförde en omdisponering av övningsfältet, inte minst för att tillgodose behovet av skjutbanor. Det område som togs i anspråk av staten för att omdisponera det till ett övnings- och skjutfält omfattade Smedstad ägor, Djurgården samt ett antal mindre fastigheter. Under början av 1960-talet avvecklades och upplöstes Östgöta luftvärnsregemente och i dess ställe omlokaliserades  Svea artilleriregemente omlokaliserades från Stockholm till Linköping. För att möta det utökade behovet av övningsmark, så gjordes en större utökning av övnings- och skjutfältet, genom markförvärv av fastigheterna Tinnerö, Rosenkälla-Stensätter och Halshöga.
Genom försvarsbeslutet 1996 kom beslutades att samtliga arméförband i Linköping skulle avvecklas. Därmed hade inte Försvarsmakten längre samma behov av övningsmark i Linköping, därmed förvärvade Linköpings kommunen området efter nedläggning. År 2002 påbörjades en restaurering av området, för att bevara och utveckla områdets natur och kulturmiljöer och tillgängliggöra området för besökare. Sommaren 2006 inviges ekopark som officiellt som går under namnet Tinnerö eklandskap.
Åren 1994–1997 arrangerades endurotävlingen Stångebroslaget vid övningsfältet. I samband med att garnisonen avvecklades, kom tävlingen att flyttas till Prästtomta skjutfält.

## Geografi
Den sammanlagda ytan av det före detta övnings- och skjutfältet uppgår till ca 3,5 x 7 km. Marken är belägen i övergångsbygden mellan slättbygden väster och norr om Linköping och blandskogsbygden söder om staden och sträcker sig från stadsdelen Garnisonen i norr och 3 km söderut. På grund av att militären nyttjat delar av området som övningsfält, kom aldrig området att bli föremål för det moderna jordbrukets intensiva brukningsmetoder. Den militära verksamheten innebar istället att landskapet konserverats, så att ett stort inslag av hagmarker och ekdungar fortfarande finns kvar.

## Verksamhet
Tinnerö övnings- och skjutfält kom fram till 1997 att användas av garnisonens ingående förband. Vid övnings- och skjutfältet bedrevs främst enklare övningar i form av grupperingsövningar, fordonsutbildning och lättare skjutövningar. Större övningar med motoriserade skytteförband och skarp ammunition, skjutning med granatkastare och olika pansarvärnsrobotsystem var hänvisade till garnisonens övriga skjutfält.